# المهدي قطبي
المهدي قُطبي (بالفرنسية: Mehdi Qotbi)‏ هو رسّام مغربي من مواليد سنة 1951 بمدينة الرباط.

## سيرة
المهدي قطبي خريج مدرسة الفنون الجميلة بتولوز، والمدرسة العليا للفنون الجميلة بباريس، وهو أحد قدماء تلاميذ الثانوية العسكرية بالقنيطرة.
تعتمد لوحات المهدي قطبي الخط العربي باعتباره رمزا فنيا عريقا في العالم العربي، كما يرسم ملامح وتأملات فنية مختلفة واستطاع أن يقدم مجموعة من التصاميم في الحلي والإكسسوارات النسائية العالمية، مع مجموعة من دور الموضة العالمية.
وقد نظم قطبي منذ 1968 عدة معارض في المغرب، وعدد من البلدان الأخرى عبر العالم، كما رسم أغلفة عدة كتب من بينها «لا بريري ديزيفاي» لميشيل بيتور، و«بارول ديكزيل» لدومينيك دو فيلبان رئيس الحكومة الفرنسي الأسبق.
ويعد المهدي قطبي، الحاصل على وسام الفنون والآداب الفرنسي وعلى وسام الاستحقاق الوطني من درجة فارس، الرئيس المؤسس لدائرة الصداقة المغربية الفرنسية التي تأسست سنة 1991، كما يعد مؤسسا لدائرة الصداقة الأوروبية المغربية سنة 1998، وجمعية «صلة وصل - المغرب أوروبا» سنة 2000.
وكان الملك محمد السادس، عين مهدي قطبي، سنة 2011، رئيسا للمؤسسة الوطنية للمتاحف، التي تتولى مهمة النهوض بإشعاع الموروث الثقافي المغربي.
تمت ترقية المهدي قطبي، من قبل الرئيس الفرنسي، إيمانويل ماكرون، إلى رتبة ضابط كبير من درجة الاستحقاق الوطني، أحد أرفع الأوسمة الممنوحة من طرف الجمهورية الفرنسية، وذلك خلال حفل أقيم الخميس 11 ابريل 2024 بقصر الإليزيه.